# 에르미트 보간법
수치해석학에서 에르미트 보간법(Hermite interpolation)은 프랑스의 수학자 에르미트의 이름을 딴 보간법이다. 다항함수 형태로 보간된다.

## 개요
뉴턴 보간법과 달리, 에르미트 보간법은 자료 점들을 값과 1차 미분값을 대응시킨다.
즉 n차 미분값들 {\displaystyle (x_{0},y_{0}'),\ldots ,(x_{n-1},y_{n-1}')}이 n 자료 점들 {\displaystyle (x_{0},y_{0}),\ldots ,(x_{n-1},y_{n-1})}에 추가로 주어져야만 한다.
뉴턴 다항식이 최대 자유도 n − 1을 가지는 반면, 이 보간법의 다항식 결과는 대부분 2n − 1의 자유도를 가지게 된다.

## 사용
함수 f의 에르미트 다항식을 계산하기 위해 분할차(divided difference)들을 사용할 때, 첫단계는 각 점들을 복제하는 것이다.
그러므로 우리가 보간하기 원하는 함수 f에 대해 n + 1 자료점들 {\displaystyle x_{0},x_{1},x_{2},\ldots ,x_{n}}과 값들, {\displaystyle f(x_{0}),f(x_{1}),\ldots ,f(x_{n})}과 {\displaystyle f'(x_{0}),f'(x_{1}),\ldots ,f'(x_{n})}이 주어지면 다음과 같은 새로운 자료집합을 만든다.
{\displaystyle z_{0},z_{1},\ldots ,z_{2n+1}}
{\displaystyle z_{2i}=z_{2i+1}=x_{i}}
이제 지점들 {\displaystyle z_{0},z_{1},\ldots ,z_{2n+1}}에 대한 분할차 표를 만든다. 하지만 몇몇 분할차들은 정의되지 않았다.
{\displaystyle z_{i}=z_{i+1}\implies f[z_{i},z_{i+1}]={\frac {f(z_{i+1})-f(z_{i})}{z_{i+1}-z_{i}}}={\frac {0}{0}}}
이 경우 분할차를 {\displaystyle {\frac {f'(z_{i})}{1}}}로 대체한다. 나머지 것들은 정상적으로 계산된다.
이제, 이 과정은 더 고차(高次) 미분값들의 에르미트 보간이 가능하도록 일반화될 수 있다.
각 점이 같은 개수의 미분값들을 가져야 한다는 요구가 없더라도, 각 점들에 대해 k차 미분값들이 주어졌다고 하자.
그러면 자료집합 {\displaystyle z_{0},z_{1},\ldots ,z_{kn-1}}은 각 자료점들이 k개 복제되면서 만들어진다.
그러면 n 자료점들에 대해 각도가 대부분 {\displaystyle (k+1)n-1}인 다항식 하나가 생성될 것이다.
이제 동일한 값들 m개의 분할차는 {\displaystyle {\frac {f^{(m-1)}(x_{i})}{(m-1)!}}}으로 대체된다.
예를 들면, {\displaystyle f[x_{i},x_{i},x_{i},x_{i}]={\frac {f^{(3)}(x_{i})}{6}}}과 {\displaystyle f[x_{i},x_{i},x_{i}]={\frac {f^{(2)}(x_{i})}{2}}} 등이다.

## 예시
함수 {\displaystyle f(x)=x^{8}+1}의 경우를 생각해보자.
{\displaystyle x\in \{-1,0,1\}}에서 함수를 두번 미분하면서 다음 자료를 얻는다.
| x  | ƒ(x) | ƒ'(x) | ƒ''(x) |
| -- | ---- | ----- | ------ |
| −1 | 2    | −8    | 56     |
| 0  | 1    | 0     | 0      |
| 1  | 2    | 8     | 56     |
두 미분값들을 가지고 집합 {\displaystyle \{z_{i}\}=\{-1,-1,-1,0,0,0,1,1,1\}}를 구성한다.
분할차표는 다음과 같다.
{\displaystyle {\begin{matrix}z_{0}=-1&f[z_{0}]=2&&&&&&&&\\&&{\frac {f'(z_{0})}{1}}=-8&&&&&&&\\z_{1}=-1&f[z_{1}]=2&&{\frac {f''(z_{1})}{2}}=28&&&&&&\\&&{\frac {f'(z_{1})}{1}}=-8&&f[z_{3},z_{2},z_{1},z_{0}]=-21&&&&&\\z_{2}=-1&f[z_{2}]=2&&f[z_{3},z_{2},z_{1}]=7&&15&&&&\\&&f[z_{3},z_{2}]=-1&&f[z_{4},z_{3},z_{2},z_{1}]=-6&&-10&&&\\z_{3}=0&f[z_{3}]=1&&f[z_{4},z_{3},z_{2}]=1&&5&&4&&\\&&{\frac {f'(z_{3})}{1}}=0&&f[z_{5},z_{4},z_{3},z_{2}]=-1&&-2&&-1&\\z_{4}=0&f[z_{4}]=1&&{\frac {f''(z_{4})}{2}}=0&&1&&2&&1\\&&{\frac {f'(z_{4})}{1}}=0&&f[z_{6},z_{5},z_{4},z_{3}]=1&&2&&1&\\z_{5}=0&f[z_{5}]=1&&f[z_{6},z_{5},z_{4}]=1&&5&&4&&\\&&f[z_{6},z_{5}]=1&&f[z_{7},z_{6},z_{5},z_{4}]=6&&10&&&\\z_{6}=1&f[z_{6}]=2&&f[z_{7},z_{6},z_{5}]=7&&15&&&&\\&&{\frac {f'(z_{7})}{1}}=8&&f[z_{8},z_{7},z_{6},z_{5}]=21&&&&&\\z_{7}=1&f[z_{7}]=2&&{\frac {f''(z_{7})}{2}}=28&&&&&&\\&&{\frac {f'(z_{8})}{1}}=8&&&&&&&\\z_{8}=1&f[z_{8}]=2&&&&&&&&\\\end{matrix}}}
그리고 뉴턴 다항식을 생성할 때처럼,
분할차표의 대각선 계수들을 가져와서 k번째 계수에 {\displaystyle \prod _{i=0}^{k-1}(x-z_{i})}를 곱하면 다음과 같은 다항식을 생성할 수 있다.
{\displaystyle {\begin{aligned}P(x)&=2-8(x+1)+28(x+1)^{2}-21(x+1)^{3}+15x(x+1)^{3}-10x^{2}(x+1)^{3}\\&\quad +4x^{3}(x+1)^{3}-1x^{3}(x+1)^{3}(x-1)+x^{3}(x+1)^{3}(x-1)^{2}\\&=2-8+28-21-8x+56x-63x+15x+28x^{2}-63x^{2}+45x^{2}-10x^{2}-21x^{3}\\&\quad +45x^{3}-30x^{3}+4x^{3}+x^{3}+x^{3}+15x^{4}-30x^{4}+12x^{4}+2x^{4}+x^{4}\\&\quad -10x^{5}+12x^{5}-2x^{5}+4x^{5}-2x^{5}-2x^{5}-x^{6}+x^{6}-x^{7}+x^{7}+x^{8}\\&=x^{8}+1.\end{aligned}}}

## 그래픽스 응용
마이크로소프트사의 다이렉트 X SDK에서는 D3DXVecHermite라는 함수로 에르미트 보간법을 이용할 수 있다.
D3DXVecHermite 함수의 정의는 다음과 같다.
```
D3DXVECTOR3
*
 
WINAPI
 
D3DXVecHermite
(
 
D3DXVECTOR3
 
*
pOut
,
 
CONST
 
D3DXVECTOR3
 
*
pV1
,
 
CONST
 
D3DXVECTOR3
 
*
pT1
,

CONST
 
D3DXVECTOR3
 
*
pV2
,
 
CONST
 
D3DXVECTOR3
 
*
pT2
,
 
FLOAT
 
s
 
);

```

위에서 각 인수의 의미는 다음과 같다.
- pV1: 시작점의 좌표(0,0,0에서 이 점까지의 벡터값)
- pT1: 시작점에서 다음 지점까지의 벡터값(= pV2 - pV1)
- pV2: 다음 지점의 좌표(0,0,0에서 이 점까지의 벡터값)
- pT2: 다음 지점에서 그 다음지점의 벡터값(= pV3 - pV2)
- s: 0.0f ~ 0.1f의 상수

아래와 같이 사용할 수 있다.
```
D3DXVECTOR3
 
pOut
(
0
,
0
,
0
),
 
pV1
(
-2.0f
,
-2.0f
,
-2.0f
),
 
pT1
,
 
pV2
(
1.0f
,
1.0f
,
1.0f
),
 
pT2
,
 
pV3
(
2.0f
,
1.5f
,
3.0f
);

FLOAT
 
s
;

pT1
 
*=
 
0.0f
;

pT2
 
*=
 
0.0f
;

pT1
 
=
 
pV2
 
-
 
pV1
;

pT2
 
=
 
pV3
 
-
 
pV2
;

s
 
=
 
0.5f
;

D3DXVecHermite
(
&
pOut
,
 
&
pV1
,
 
&
pT1
,
 
&
pV2
,
 
&
pT2
,
 
s
);

```

pOut.x , pOut.y, pOut.z는 에르미트 보간법에 의하여 발생된 곡선의 0.5f 지점(중앙지점)의 3차원 좌표값을 알려준다.
이것은 모노레일, 게임, 수로건설, 철도건설, 항로계산등의 실제적인 업무에 사용되기도 한다.
이후 더 부드러운 곡선을 만들어 내는 방법인 Catmull-Rom 보간법이 개발되었기에, 현재는 에르미트 보간법을 대신하여 많이 사용되고 있다.
하지만, 이러한 방식을 처음 고안한 사람이 에르미트이기에, 실제로는 Catmull-Rom 보간법을 사용하면서도 에르미트 보간법이라고 통칭하는 경우도 많다.

## 같이 보기
- 입방 에르미트 스플라인
- 차분
- 다항식 보간
- 라그랑주 다항식
- 베른슈타인 다항식
- 중국인의 나머지 정리